# Castelo de Jægerspris
O Castelo de Jægerspris (em dinamarquês: Jægerspris Slot) em Jægerspris, na Península de Hornsherred, oeste de Copenhague, é uma casa senhorial dinamarquesa. Embora tenha pertencido a monarcas dinamarqueses durante a maior parte de sua história, que remonta ao século XIII, tornou-se, na década de 1850, um retiro para o rei Frederico VII da Dinamarca e sua esposa Louise Rasmussen, a Condessa Danner, que lá buscaram refúgio para escapar da controvérsia que causou o seu casamento morganático. Após a morte de Frederico VII, a Condessa Danner transformou o castelo em um orfanato para 12 crianças.
Hoje o prédio histórico serve como museu e é também conhecido pelo seu parque.